# Lamia Bahnasawy
Lamia Bahnasawy, född 11 november 1984, är en egyptisk bågskytt. Hon deltog vid olympiska sommarspelen 2004.